# Asterocheres ellisi
Asterocheres ellisi is een eenoogkreeftjessoort uit de familie van de Asterocheridae. De wetenschappelijke naam van de soort is voor het eerst geldig gepubliceerd in 1968 door Hamond.